# Metropistas de Puerto Rico
Metropistas de Puerto Rico SE è una società privata europea a capitale pubblico-privato che gestisce il ponte Teodoro Moscoso per conto dell'Autorità per le autostrade e i trasporti di Porto Rico. La società è interamente posseduta da Abertis.Era conosciuta in precedenza come Autopistas de Puerto Rico

## Storia
Autopistas de Puerto Rico SE è stata fondata da Dragados y Construcciones SA della Spagna con una quota del 74,25%, Supra and Company SE con una quota del 20%, Rexach Construction Company con una quota del 4,75% e Autopistas Corporation con un interesse dell'1%. Nel 1998 la spagnola Valor 2000 SA acquistò la quota di Dragados, che a sua volta vendette le proprie azioni ad Aurea Concesiones de Infraestructura de España nel 2001. Nel 2003 Abertis acquistò Aurea e, nel 2010, acquisì il restante 24,75% delle azioni possedute dagli altri due soci fondatori. Il restante 1% è di proprietà di Autopistas Corporation, una società fittizia con sede a Porto Rico, anch'essa di proprietà di Abertis.